# スタークラフト2

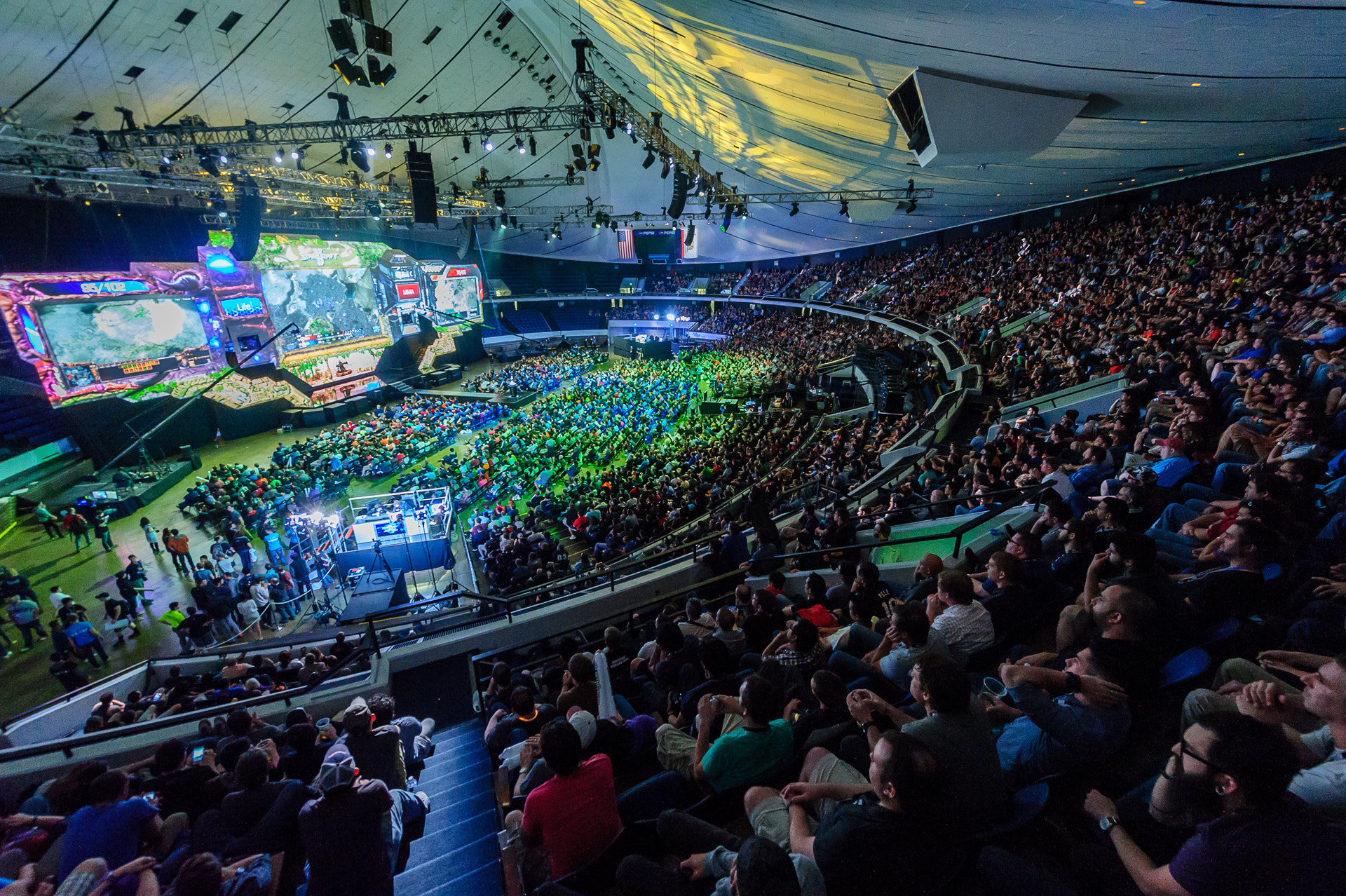
StarCraft2のe-Sportsを観戦する観客たち

スタークラフト2（スタークラフトツー、英語：StarCraft II）(SC2)はブリザード・エンターテイメント（以下・ブリザード）が開発したスタークラフトの後続作品であるリアルタイムストラテジー・コンピュータゲーム。本作の設定は前シリーズのスタークラフト：ブルードウォーから4年後の出来事となる。WindowsとMac OSにマルチ対応したパッケージ版とダウンロード版としてリリースされた。ダウンロード版はBlizzardの公式ウェブサイトBattle.netから購入可能。
- 「Wings of Liberty（ウィングス・オブ・リバーティー、自由の翼、WoL）」2010年7月27日発売。テランが主役の基本パック。

- 「Heart of the Swarm（ハート・オブ・ザ・スウォーム、群団の心臓、HotS）」2013年3月13日発売。ザーグが主役の拡張パック。

- 「Legacy of the Void（レガシー・オブ・ザ・ヴォイド、空虚の遺産、LotV）」2015年11月10日発売。プロトスが主役の拡張パック。

2017年11月14日に基本無料でプレイ出来るようになった。

## 特徴
前作から10年以上の時を経て発売されただけあり、3Dになったグラフィックのみならずゲームデザインも変更が加えられた。
操作性が前作と比べて大幅に改善されるなどユーザーフレンドリーな変更も多い。また前作がeスポーツで人気を博したこともあり観戦機能も改善されている

### 日本での購入
スタークラフト2は 日本語版がないため、英語版等を購入することになる。
現在販売されているものは、North America版、Latin America版、Europe版、Russia版、Korea版、Taiwan版、China版、Southeast Asia ＆ Oceania版、があり、それぞれ言語ローカライズされている。

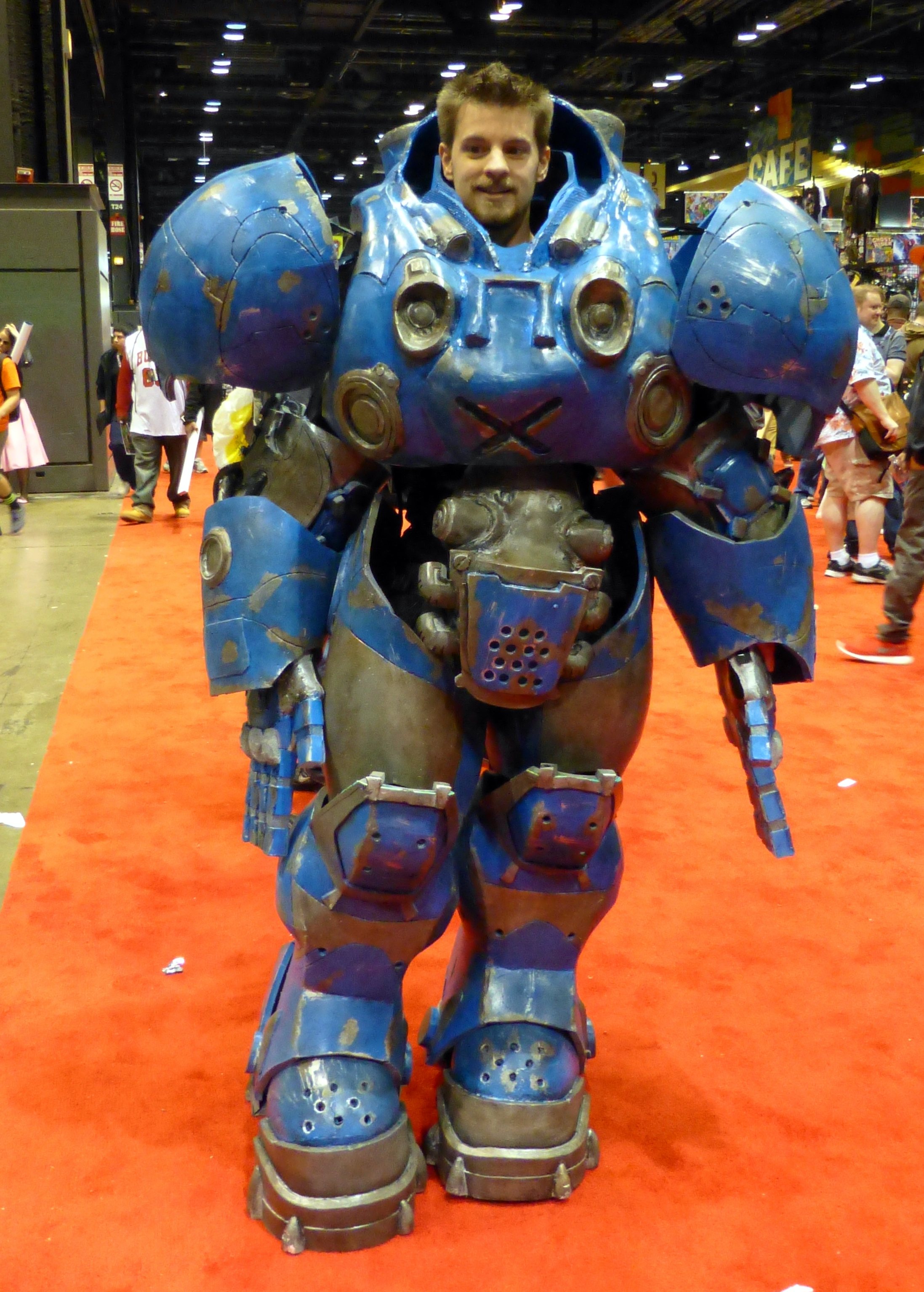
テラン・マリーン

ゲーム起動時にAmericas、Europe、Asia、Southest Asiaから任意のゲームサーバーを選択することができ、パッケージがどのリージョンでもすべてのサーバーを選択できる。

### 技術的な側面
- Havok物理エンジンを搭載。
- HDRをサポート。
- エディタでオリジナルマップが作れる。

## ゲームモード

### Campaign
ストーリーモード。購入した拡張版やダウンロードコンテンツに対応したキャンペーンを遊べる。基本無料化に伴いWoLのキャンペーンモードは無料で遊べるようになった。

### Co-op
LotVから追加された、プレイヤー二人が協力してミッション達成を目指すモード。
ゲーム開始前にプレイヤーはそれぞれコマンダーを1名を選ぶ、コマンダーごとに種族・使用可能ユニット・特殊スキルが異なり、ミッション終了後にもらえる経験値が一定値を超えレベルが上がるごと（最大15）に使用可能ユニット・スキルが増える。
無料で遊べるがRaynor、Kerrigan、Artanisの3名を除き、コマンダーのレベルを6以上にするためには課金が必要になる。

### Versus
対戦モード。「Ranked」では、プレイヤーの対戦成績等を元にした数値が同程度のプレイヤーと戦うことが出来る。トレーニングモードもある。全て無料で遊べるが「Ranked」はトレーニングモードなどので一定の勝利が必要。

### Custom
特定の人との対戦やミニゲーム、AI戦(AI対AI含む)、多人数プレイなどカスタムゲームが遊べる。

## 前作からの変更点
- 以下、前作からの変更点を列記する。主にマルチプレイに準じているので他のモードでは異なる点もあり、マルチプレイでも拡張パックやバージョンによって異なる点もある。
- ユニットの日本語名が未公開なので、原則的に英語発音をカタカナで表記する。ただし、慣習的表記が優先する（例：Thorは英語では「ソア」だが、「トール」とする。同様にHerculesは「ハーキュリーズ」でなく｢ヘラクレス」）。

### テラン

#### 主な変更点
- コマンド・センター(指令部)（Command Center）がアドオンの代わりに直接アップグレードに変更。5機までのSCVを搭載可能。オービタル・コマンドとプラネタリ・フォートレスの二種類がある。
- サプライ・デポ(補給庫)（Supply Depot）が（任意で）地下に潜り、地上ユニットが通過できるようになる。
- アドオン（Add-On）はリアクターとテック・ラボの二種類に統一され、連結対象もユニット生産施設に限定されるようになった。ただし、それぞれに互換性がある。リアクター(反応炉)（Reactor）は一度に2つのユニットを生産できるようになり、

テック・ラボ(技術室)（Tech Lab）は専用技術の研究やより高度なユニットの生産が可能になる。
- SCV（Space Construction Vehicle）が（任意で）自動的に修理を行うようになる。

#### 新ユニット
- MULE：オービタル・コマンド(軌道司令部)（Orbital Command）のエネルギーを使って召喚できるようになるユニット。SCVより鉱物（Mineral）を効率よく採取できるが、一定時間が経つと壊れてしまう。
- マローダー（Marauder）：分厚い装甲を装備した歩兵。対地攻撃しかできないが重装甲ユニットには強烈なダメージボーナスが加算される。開発によって、敵を遅くする弾を使うようになる。
- リーパー（Reaper）：二丁拳銃を装備した強襲兵。ブースターを利用し絶壁を自由に上り下りできる。
- ヘリオン(Hellion)：火炎放射器がついた車両。一度に複数の敵を攻撃できる。HotSからは一定の条件を満たすと、機動力を引き換えに高い攻撃力を持つヘルバット(Hellbat)に変形出来るようになった。開発によって、より攻撃力の高い青い炎を放射することができる。
- バイキング（Viking）：空対空ミサイルを搭載した制空戦闘機。地上専用の機関砲を二門装備した二足歩行メカに変形できる。
- メディヴァック(医療船)(Medivac)：空輸機。輸送だけでなくエネルギーを消費して味方のバイオユニットを回復させることも出来る。
- レイブン(Raven)　:探知能力を持った遠隔操作の空中ユニット。通常攻撃は不可能だが、味方をサポートするスキルを持つ。
- トール（Thor）：高いHPを持つ大型二足歩行メカ。強い一撃を持つ対地攻撃と、範囲攻撃の対空連鎖ミサイルを誇るテラン最高の機械ユニット。空輸もできるがメディヴァック（Medivac）一機に一機しか乗せられない。
- バンシー（Banshee）：対地ロケット弾を搭載したヘリコプター。隠密（Cloak）能力を持てる。
- ウィドウ・マイン(Widow mine)：HotSで追加されたユニット。地下に潜ることで近づいた敵ユニットに強力な範囲攻撃が可能になる。自身が爆発するのではなく、ミサイルを放つ方式なので一度使っても消えないが、次の攻撃までは時間がかかる。またフレンドリーファイアにも注意が必要。
- リベレーター(開放船)(Liberator)：LotVで追加された飛行ユニット。対空の範囲攻撃が出来るファイターモードと、移動は出来ないが対地に強力な攻撃ができるディフェンダーモードとを切り換えて戦う。
- サイクロン(Cyclone)：LotVで追加された車両ユニット。射程の長い対空攻撃が可能。

#### 新建造物
- オービタル・コマンド(軌道司令部)（Orbital Command）： スキャナー(隠蔽探知機能あり)、MULE召喚、サプライ・デポの人口数倍化機能を搭載したコマンド・センターの強化型。
- プラネタリ・フォートレス(惑星要塞)（Planetary Fortress）：自己防御用の砲塔を搭載したコマンド・センターの強化型。砲塔の重量によって離陸（Lift-off）できなくなってしまった。
- センサー・タワー(感知塔)（Sensor Tower）：視界のさらに外側にいる敵ユニットの位置と数を知ることができる。隠蔽（Cloak）されているユニットや潜伏（Burrow）しているユニットも確認できるが探知（Detect)はできない。
- ゴースト・アカデミー(幽霊士官学校)（Ghost Academy）：ゴーストを生産するために必要な施設。ゴーストの技術開発のほか、核ミサイルを生産できる。
- フュージョン・コア(融合炉)（Fusion Core）：バトルクルーザーを生産するために必要な施設。

### プロトス

#### 主な変更点
- 研究によってゲートウェーがワープゲートに変形可能になり、パイロンやワープ・プリズム近辺にゲート・ウェーから召喚できるユニットを短時間で召喚できるようになった。
- ダークテンプラー同士、もしくはハイテンプラーとダークテンプラーとによるアーコンへの融合が可能になった。(ダークアーコンへの融合は廃止された)

#### 新ユニット
- ストーカー(追跡者)（Stalker）：ダーク・テンプラー（Dark Templar）製造のドラグーン。研究によって一定の範囲内で瞬間移動できる。
- セントリー(Sentry)　:ロボット兵器。攻撃力や耐久性はあまり高くないが、偵察兼囮用ユニットを作るハルシネーションや地上ユニットの通行を防ぐバリアーを張るフォースフィールドなど、味方を援護するスキルを持つ。
- コロッサス(巨神)（Colossus）：4本の大きな脚を持つ巨大ロボット兵器。地上ユニットを焼き払う強力なレーザー砲を搭載している。長い脚で絶壁を自由に上り下りすることができる。ただし、その背の高さゆえに対空攻撃にも当たってしまう。
- マザーシップ(母船)（Mothership）：フィールドに存在する限り1隻しか作れない強力な空中ユニット。クローキング・フィールド（Cloaking Field）等の特殊能力を持つ。
- イモータル(不滅者)（Immortal）：ドラグーン（Dragoon）の代替ユニット（地上攻撃専門）。重装甲の敵に対して強いダメージボーナスを持つ。また敵ユニットの攻撃を吸収するバリアを展開する能力を持つ。
- フェニックス(不死鳥)（Phoenix）：新型の空対空攻撃型空中ユニット。移動中にも自動的に攻撃する。地上のユニットを空中に持ち上げて行動不能にする重力光線を使用できる。
- ボイド・レイ(空虚砲撃機)（Void Ray）：新型空中ユニット。武器であるビームは重装甲ユニットおよび建物に大きな打撃を負わせることができる。しかし、小型ユニットの集団に対しては相性が悪い。
- ワープ・プリズム(次元分光機)（Warp Prism）：プロトスの空輸ユニット。展開することによりカイダリン・クリスタル（Khaydarin Crystal）設置時に発生するサイオニック・マトリクス（Psionic Matrix）を人為的に生成することができる。これにより、任意の地点で地上ユニットを召喚したり、パイロン（Pylon）を破壊されて沈黙した建物を再稼動させたりできる。
- オラクル(予言者)(Oracle)：HotSにて追加された空中ユニット。対地攻撃スキルに加えて特殊能力を持つ。
- テンペスト(暴風艦)(Tempest)：HotSで追加された巨大空中ユニット。対空では最長の射程を持つ。
- アデプト(使徒)(Adept)：LotVで追加されたユニット。高速移動する影を発生させ、一定時間がたつと影の場所に瞬間移動する能力を持つ。
- ディスラプター(分裂機)(Disruptor)：LotVで追加されたユニット。強力な範囲攻撃スキルを持つ。

### ザーグ

#### 主な変更点
- クリープ上のザーグユニットは移動速度が上昇するようになった。クリープはクリープチューマーを埋めることで広げることができる。
- クイーン(女王)（Queen）は前作では飛行ユニットだったが、今作では地上ユニットとなっている。クリープチューマーを埋める・ラーバを産むなどの能力を持ち、内政補助と自陣防衛が主な役割になった。
- ウルトラリスク（Ultralisk）が範囲攻撃を展開。地中に潜伏（Burrow）できるようになった。
- オーバーロード(大軍主)（Overlord）の探知能力がオーバーシーアに移った。
- 対地・対空防衛施設はドローンから直接変異可能になり、変異後は移動もできるようになった。
- 一部を除く建物が破壊された際に、ブルードリング（Broodling）が出現し近くの敵を攻撃できるようになった。

#### 新ユニット
- ベインリング(猛毒虫)（Baneling）：酸を撒き散らす自爆ユニット。ザーグリング（Zergling）が緑色に変異したもの。敵に触れた時だけでなく倒された時にも自爆する。
- オーバーシアー(監視軍主)（Overseer）：オーバーロードが変異したユニット。探知能力と一定時間敵の建物を麻痺させる能力を保有。変異にはレーア（Lair)が必要。
- コラプター(堕落鬼)（Corruptor）：対空専用飛行ユニットで通常攻撃は目標に種子を飛ばして攻撃する。ブルード・ロードに変異可能。
- ブルード・ロード(群軍主)(Brood Lord)：空対地ユニット。攻撃の際にブルードリングを放つ。
- インフェスター(感染虫)（Infestor）：地中を移動できる特殊な支援ユニット。一定時間、範囲内の敵の動きを止めダメージを与える能力に、インフェスティドテランの召喚、さらに敵ユニットを操る能力を持つ。
- ローチ(Roach)：硬い装甲を持つ地上ユニット。潜伏した状態で移動が可能。LotV からは長い射程と範囲攻撃を持つラベジャー(Ravager)に変異できるようになった。
- ヴァイパー(Viper)：HotSで追加された空中ユニット。通常の攻撃はできないが様々な特殊能力を持つ。
- スウォーム・ホスト(軍団宿主)(Swarm Host)：HotSで追加されたユニット。背中の甲羅から攻撃ユニットを出す。

#### 新建造物
- ナイダス・ネットワーク（Nydus Network）：前作のナイダス・カナル（Nydus Canal）の進化型。ナイダス・カナルとは違って一つのナイダス・ネットワークから多数のナイダス・ワームを作れる。

### 除外されたユニット
『1』や『Brood War』で登場したものの『2』で除外されたユニット。代替ユニットが登場するか、一部はキャンペーンやCo-opモードなどで使用できる。

#### プロトス
ドラグーン（Dragoon）、スカウト（Scout）、コルセア（Corsair）、シャトル（Shuttle）、アービター（Arbiter）、ダーク・アーコン（Dark Archon）

#### テラン
ゴリアテ（ゴライアス Goliath）、レイス（Wraith）、ヴァルキリー（Valkyrie）、ヴァルチャー（Vulture）

#### ザーグ
ラーカー（lurker）、スクージ（scourge）,デヴァウワー（Devourer）、ガーディアン（Guardian）
- なおラーカーはLotV で、マルチプレイでも再登場を果たした。

## 開発
2008年6月のWWIにおいて、スタークラフト2は3部作になることが明らかにされた。Wings of Libertyではテランに焦点を当て、Heart of the Swarmではザーグに、Legacy of the Voidではプロトスが中心となる。
Warcraftシリーズが3作目で様々な新要素を加え、従来のRTSから大きくゲーム性を変えたのに対して、スタークラフト2のゲームシステムは前作をほぼ踏襲したものとなっている。これには保守的であるとの批判もあったが、デザイナーを務めるDustin Browder氏はこれに対して、そもそも革新性を求めたわけではないと反論しており、また、当初実験的にカバーシステムを導入したがゲームプレイと上手くかみ合わずに不採用としたことを明らかにした。その代わり、新たな体験を求めるプレイヤーに対しては、画期的なシングルプレイヤーモードがそれに応えるだろうと語った。